# Kofoeds Skole
Kofoeds Skole er en selvejende institution, der hjælper socialt udsatte mennesker. Den første skole blev oprettet i 1928 af kordegn Hans Christian Kofoed (1898 - 1952). Den største skole findes på det nordlige Amager i København, men der er også en skole i Aarhus og projekter i flere andre danske og europæiske byer.
Institutionen nævnes bl.a. i Gasolin'-sangen "Langebro" (1971).

## Forestandere[1]
- 1928–1952: Hans Christian Kofoed
- 1953–1968: Erhard Jørgensen
- 1968–1979: John Lange Jacobsen
- 1979–2011: Jens Aage Bjørkøe
- 2011–: Robert Olsen